# Renan Lodi
Renan Lodi, vollständiger Name Renan Augusto Lodi dos Santos (* 8. April 1998 in Serrana), ist ein brasilianischer Fußballspieler, der seit 2024 bei al-Hilal unter Vertrag steht. Er wird auf der Position des Linksverteidigers eingesetzt.

## Karriere

### Athletico Paranaense
Renan Lodi begann seine Laufbahn im Nachwuchsbereich des Athletico Paranaense aus Curitiba. Bei dem Klub schaffte er 2016 den Sprung in den Profikader der Mannschaft. Am 13. Oktober 2016, dem 30. Spieltag der Série A 2016, gab Lodi sein Debüt in der obersten brasilianische Spielklasse. Im Auswärtsspiel bei Grêmio Porto Alegre stand, der zu dem Zeitpunkt Achtzehnjährige, in der Startelf. Bereits in der Série A 2017 stand Lodi in 24 von 38 möglichen Spielen auf dem Platz, davon 21 in der Startelf. 2018 konnte Lodi dann die ersten Erfolge mit dem Klub feiern. Im April des Jahres gewannen er die Staatsmeisterschaft von Paraná. In den elf Spielen in dem Wettbewerb erzielte er sein erstes Tor für den Klub. Im Heimspiel gegen den Maringá FC am 25. März 2018, erzielte er in der 38. Minute den 1:0-Führungstreffer (Endstand-5:0). In der Saison 2018 gab Lodi auch seinen Einstand auf internationaler Klubebene. Es sollte ein Einstand nach Maß werden. In der Copa Sudamericana 2018 kam er in allen zwölf Spielen zu Startelf Einsätzen und erzielte zwei Tore. Sein erstes Spiel bestritt er am 12. April 2018 gegen Newell’s Old Boys aus Argentinien. Im Achtelfinal Rückspiel traf Lodi das erste Mal in dem Wettbewerb. Im Heimspiel gegen FC Caracas erzielte er in der 58. Minute den Treffer zum 2:1-Endstand. Im Finalrückspiel gegen Atlético Junior kam es zum Elfmeterschießen. In diesem trat Lodi als vierter Schütze an. Er verschoss seinen Elfmeter, aber sein Teamkollege Thiago Heleno verwandelte seinen und sicherte Athletico somit den Titel. Ende März 2018 verlängerte Athletico den Kontrakt mit Lodi bis März 2021. Kein halbes Jahr später wurde eine erneute Verlängerung bekannt, dieses Mal bis 2022.

### Atlético Madrid
Zur Saison 2019/20 wechselte Lodi in die spanische Primera División zu Atlético Madrid. Er unterschrieb einen Vertrag mit einer Laufzeit bis zum 30. Juni 2025. Sein erstes Ligaspiel für Atlético bestritt Lodi am 18. August 2019, dem ersten Spieltag der Saison. Im Heimspiel gegen den FC Getafe stand er in der Startelf und erhielt in der 42. Minute eine Gelb-Rote Karte. Das erste Tor für Atlético in einem Pflichtspiel erzielte Lodi in der LA Liga. Am 23. September, dem 14. Spieltag der Saison, erzielte er in der 60. Minute im Auswärtsspiel beim FC Granada den 1:0–Führungstreffer (Endstand–1:1). In der Saison 2020/21 Konnte Lodi mit Atlético die spanische Meisterschaft gewinnen. Dabei stand er elf Mal in der Startelf, wurde in ebenso viel Partien eingewechselt und erzielte ein Tor.
Am 29. August 2022 wechselte der 24-Jährige auf Leihbasis für die volle Spielzeit 2022/23 zum Premier-League-Aufsteiger Nottingham Forest.

### Olympique Marseille / al-Hilal
Im Sommer 2023 wechselte er für 13 Millionen Euro zum französischen Erstligisten Olympique Marseille und unterschrieb dort einen Vertrag bis 2028. Seinen Einstand gab Lodi am ersten Spieltag der Ligue 1 2023/24 am 12. August 2023. Im Heimspiel gegen Stade Rennes stand er in der Startelf. Bereits nach einem halben Jahr verließ er den Klub wieder. Bis zu dem Zeitpunkt hatte er 14 Ligaspiele, ein Pokalspiel, zwei in der UEFA Champions League sowie sechs in der Europa League bestritten (keine Tore).
Im Januar 2024 wurde sein Wechsel nach Saudi-Arabien zu al-Hilal bekannt. Der Kontrakt erhielt eine Laufzeit bis Jahresende 2027. Die Ablösesumme soll ca. 23 Millionen Euro betragen haben. Sein Debüt für die Saudis gab Lodi in einem Freundschaftsspiel gegen Inter Miami am 29. Januar 2024. Bei dem 4:3–Erfolg stand er in der Startelf. Sein erstes Spiel in der Saudi Professional League bestritt er am 18. Februar im Heimspiel gegen al-Raed. Im April gewann er mit dem Saudi-arabischen Fußball-Supercup seinen ersten Titel mit al-Hilal. Ende Mai folgte mit der Meisterschaft in der Saudi Professional League 2023/24 der Zweite. Im Zuge dieser bestritt er elf Spiele, kein Tor. Vier Tage später der Sieg im King Cup 2024. In der AFC Champions League Elite debütierte Lodi in der Spielzeit 2024/25 am 17. September 2024 gegen den al-Rayyan SC aus Katar. Sein erstes Tor für den Klub erzielte er in der Saudi Professional League 2024/25. In dem Treffen beim Al-Kholood traf er in der 48. Minute nach Vorlage von Salem al-Dawsari zum zwischenzeitlichen 4:0 (Endstand-4:2). Auch in der AFC Champions League erzielte Lodi 2024 sein erstes Tor. Beim al Ain Club am 21. Oktober traf er nach Vorlage von Aleksandar Mitrović in der 28. Minute zum 1:0 (Endstand-5:4).

### Nationalmannschaft
Von Nationaltrainer Tite wurde Lodi am 20. September 2019 in den Kader für die Freundschaftsspiele am 10. Oktober gegen den Senegal und am 13. Oktober 2018 gegen Nigeria in Singapur berufen. Im Spiel gegen den Senegal kam Lodi zu seinem ersten Einsatz. In der 79. Minute des Spiels wurde er für Alex Sandro eingewechselt. Im zweiten Spiel gegen Nigeria stand Lodi in der Startelf. Auch in der Folgezeit wurde er von anderen Nationaltrainern berücksichtigt.

## Erfolge
Athletico Paranaense
- Staatsmeisterschaft von Paraná:2018
- Copa Sudamericana: 2018

Atlético Madrid
- Spanischer Meister: 2020/21

al-Hilal
- King Cup (Saudi-Arabien): 2023/24
- Saudi Professional League: 2023/24
- Saudi-arabischer Fußball-Supercup: 2023, 2024